# Panamerikanische Spiele 2015/Leichtathletik – Hochsprung der Frauen

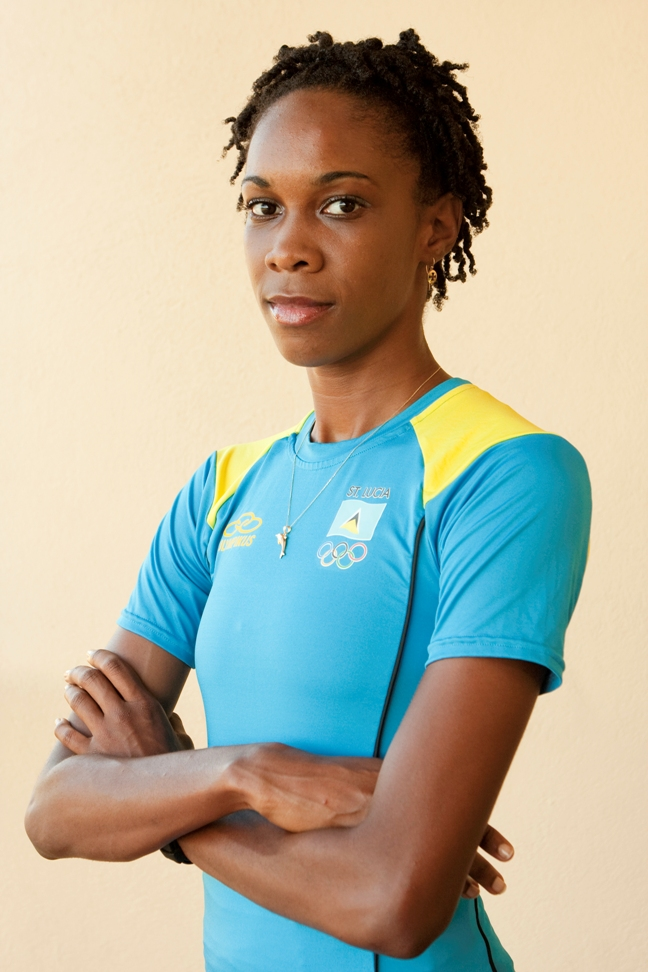
Die Siegerin Levern Spencer (2009)

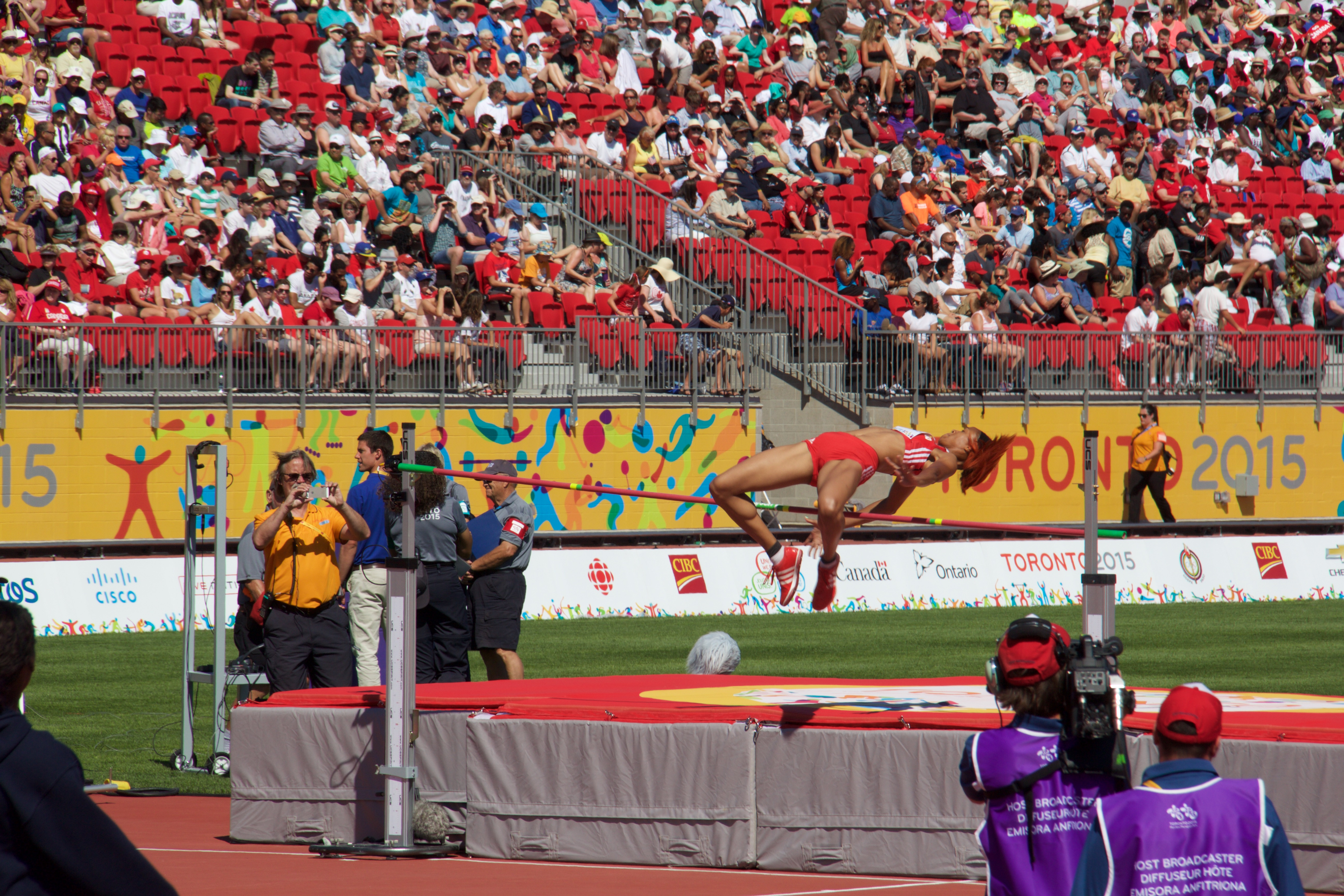
Aufnahme eines Fehlversuchs des Wettbewerbs

Der Hochsprung der Frauen bei den Panamerikanischen Spielen 2015 fand am 22. Juli im CIBC Pan Am und Parapan Am Athletics Stadium in Toronto statt.
16 Hochspringerinnen aus elf Ländern nahmen an dem Wettbewerb teil. Die Goldmedaille gewann Levern Spencer mit 1,94 m, Silber ging an Priscilla Frederick mit 1,91 m und die Bronzemedaille gewann Akela Jones mit 1,91 m.

## Rekorde
Vor dem Wettbewerb galten folgende Rekorde:
| Weltrekord        | Stefka Kostadinowa | 2,09 m | Weltmeisterschaften in Rom, Italien          | 30. August 1987 |
| Rekord der Spiele | Coleen Sommer      | 1,96 m | Panamerikanische Spiele in Indianapolis, USA | 13. August 1987 |

## Ergebnis
22. Juli 2015, 10:05 Uhr
| Platz | Athletin              | Land                | 1,70 | 1,75 | 1,80 | 1,85 | 1,88 | 1,91 | 1,94 | Höhe (m) |
| ----- | --------------------- | ------------------- | ---- | ---- | ---- | ---- | ---- | ---- | ---- | -------- |
|       | Levern Spencer        | St. Lucia           | –    | –    | o    | o    | o    | o    | xxo  | 1,94     |
|       | Priscilla Frederick   | Antigua und Barbuda | –    | o    | o    | o    | o    | xo   | xxx  | 1,91 PB  |
|       | Akela Jones           | Barbados            | –    | xo   | xo   | o    | o    | xxo  | xxx  | 1,91 PB  |
| 4     | Maya Pressley         | Vereinigte Staaten  | –    | o    | o    | o    | o    | xxx  |      | 1,88 SB  |
| 5     | Jeanelle Scheper      | St. Lucia           | –    | –    | o    | xxo  | xo   | xxx  |      | 1,88     |
| 6     | Kimberly Williamson   | Jamaika             | –    | o    | xo   | xo   | xxo  | xxx  |      | 1,88     |
| 7     | Alyxandria Treasure   | Kanada              | –    | o    | o    | xo   | xxx  |      |      | 1,85     |
| 8     | Ximena Esquivel       | Mexiko              | o    | o    | o    | xxx  |      |      |      | 1,80     |
| 9     | Saniel Atkinson-Grier | Jamaika             | o    | o    | xo   | xxx  |      |      |      | 1,80     |
| 9     | Emma Kimoto           | Kanada              | o    | o    | xo   | xxx  |      |      |      | 1,80     |
| 11    | Ana Paula de Oliveira | Brasilien           | o    | o    | xxo  | xxx  |      |      |      | 1,80     |
| 11    | Elizabeth Patterson   | Vereinigte Staaten  | –    | o    | xxo  | xxx  |      |      |      | 1,80     |
| 13    | Thea LaFond           | Dominica            | o    | xxo  | xxo  | xxx  |      |      |      | 1,80     |
| 14    | Monica de Freitas     | Brasilien           | o    | o    | xxx  |      |      |      |      | 1,75     |
| 15    | Deandra Daniel        | Trinidad und Tobago | xo   | o    | xxx  |      |      |      |      | 1,75     |
| 16    | Kashany Rios          | Panama              | xxo  | xxx  |      |      |      |      |      | 1,70     |

Zeichenerklärung:
– = Höhe ausgelassen, x = Fehlversuch, o = Höhe übersprungen